# بيدرو نوفوا
بيدرو نوفوا (هواتشو، 19 نوفمبر 1974 - 6 مارس 2021) كان كاتب ومربي من بيرو.
درس في معهد التجارة رقم 62 الميرانتي ميغيل غراو كوماس. كان من 1992 إلى 1997 في البحرية البيروفية (قوة مشاة البحرية). في عام 1998 ترك الجيش وفي عام 1999 التحق بجامعة فيديريكو فياريال الوطنية حيث درس اللغة والأدب (كلية التربية). في عام 2003 بدأ حياته المهنية ككاتب عندما حصل على جائزته الأولى.
في عام 2008 انتقل إلى فئة المعلم المعين في معهد سيفيلا ديل ريماك. منذ عام 2017 كان أستاذاً في جامعة سان ماركوس الوطنية. في عام 2017 انضم إلى كتالوج مؤلفي دار نشر بلانيتا. وبالمثل خلال سنواته الأخيرة كتب في عمود يوم السبت في صحيفة دياريو إكسبرسو، بعنوان: رسالة إلى المارة.